# PEACH-PIT
PEACH-PIT è lo pseudonimo usato da due mangaka giapponesi molto famose in patria, Banri Sendo (千道 万里?, Sendō Banri) e Shibuko Ebara (えばら 渋子?, Ebara Shibuko).

## Autrici
Lo pseudonimo deriva da un bar del telefilm Beverly Hills 90210. Le loro opere sono caratterizzate dalla presenza di protagoniste femminili bishōjo. Anche in Italia sono stati pubblicati i loro titoli.
Banri Sendō è nata il 7 giugno e del duo è la persona che si occupa della sceneggiatura di tutte le storie. Shibuko Ebara è nata il 21 giugno ed è la responsabile dei nomi da dare alle opere. Se il tratto di Banri è netto e dettagliato, quello di Shibuko è molto più morbido e delicato. Durante la creazione dei propri lavori le due si dividono equamente i lavori di disegno. Entrambe le autrici sono appassionate di modellismo e amano particolarmente le Super Dollfie, un tipo di bambola giapponese che hanno utilizzato come base per modellare Shinku, Souseiseki e Suiseiseki di Rozen Maiden.
Molte delle loro opere appartengono a quel genere narrativo chiamato Everyday Magic (エブリデイ・マジック?, Eburidei Majikku), che vede le proprie storie ambientate in un mondo concreto e ordinario sconvolto dall'apparizione di personaggi provenienti da altri mondi in grado di causare fenomeni del tutto inspiegabili. Molti dei loro lavori mescolano teorie scientifiche come quella del Demone di Laplace o del gatto di Schrödinger a visioni del mondo prettamente filosofiche ed astratte. La fantascienza ha spesso un carattere predominante e viene fatto sovente ricorso a complessi ed elaborati termini scientifici. Le loro opere sono caratterizzate dalla presenza di protagoniste femminili bishōjo e, nel caso di Zombie-Loan, anche di protagonisti bishōnen.
Il duo ha cambiato nome più volte nel corso del tempo. Inizialmente conosciute come Dottor Brandon (ブランドン博士?, Burandon hakase), le due autrici passarono in seguito a Professor Dylan (ディラン教授?, Diran kyōju) ed infine a PEACH-PIT. Il loro sito web prende il suo nome dalla traduzione giapponese del loro nome.

## Opere
| Titolo ()                        | Titolo ()        | Disegnatrice principale     | Rivista di pubblicazione        | Volumi |
| -------------------------------- | ---------------- | --------------------------- | ------------------------------- | ------ |
| DearS                            | DearS            | Banri Sendō                 | Dengeki Comic Gao! (MediaWorks) | 8      |
| Rozen Maiden                     | ローゼンメイデン | Shibuko Ebara               | Comic Birds (Gentōsha)          | 8      |
| Zombie-Loan                      | ZOMBIE-LOAN      | Banri Sendō                 | Gekkan G Fantasy (Square Enix)  | 14     |
| Shugo Chara - La magia del cuore | しゅごキャラ！   | Banri Sendō e Shibuko Ebara | Nakayoshi (Kōdansha)            | 12     |